# Carrière d'Aubigny
Pour les articles homonymes, voir Aubigny.
La carrière d'Aubigny ou carrière souterraine d'Aubigny est une ancienne carrière souterraine de calcaire située au hameau d'Aubigny à Taingy dans l'Yonne en France.

## Présentation
Le site a été exploité jusqu'à 1940 et a notamment fourni des pierres pour la construction de l'Opéra Garnier. 
Le lieu d'une superficie de 1,5 hectare sur seize salles, est ouvert au public depuis 1992.